# Jorge Moragas Sánchez
Jorge Moragas Sánchez (Barcelona, 21 de juny de 1965) és un advocat, diplomàtic i polític català, diputat al Congrés dels Diputats en la VIII, IX, X i XI Legislatures.

## Biografia
Llicenciat en Dret per la Universitat de Barcelona, té diploma del Centre d'Estudis Internacionals de Barcelona i de la Universitat de Drew (EUA). Des del 1995 és diplomàtic i ha estat assessor de Protocol de la Presidència del Govern espanyol amb José María Aznar (1995-1998) i Director del Gabinet del Secretari General de la Presidència del Govern (1998-2002). Entre 2004 i 2008 va coordinar la política exterior del Partit Popular.
Ha sigut secretari executiu de Relacions Internacionals del Partit Popular, membre del Comitè Executiu Nacional i del Comitè Regional del PP a Catalunya. Ha estat elegit diputat per la província de Barcelona a les eleccions generals espanyoles de 2004, 2008 i 2011.
El desembre de 2011 fou nomenat cap de gabinet del president del govern espanyol, Mariano Rajoy. El 10 de desembre de 2014 es va fer públic que guanyava el salari brut més elevat del Gabinet de Presidència del Govern d'Espanya, fixat en 113.186,07 euros, una quantitat gairebé el 50% superior que la del president del govern, Mariano Rajoy. Ha sigut home de confiança de Rajoy durant anys, i fou un dels impulsors a l'ombra de Societat Civil Catalana.
Després dels resultats del Partit Popular durant les eleccions al Parlament de Catalunya de 2017, Moragas va dimitir com a cap del gabinet Rajoy i se'n va anar a ocupar un càrrec a l'ambaixada espanyola a Nova York, la que té representació a l'Organització de les Nacions Unides.
El setembre de 2018 el govern de Pedro Sánchez el nomena ambaixador a les Filipines.